# 雷·埃普斯
小雷蒙德·爱德华·埃普斯（英語：Raymond Edward Epps Jr.，1956年8月20日—），美国NBA联盟前职业篮球运动员。他在1977年的NBA选秀中第5轮第16顺位被金州勇士选中。